# Fuad Əliyev (ur. 1983)
Fuad Əliyev (ur. 28 lipca 1983) – azerski zapaśnik walczący w stylu klasycznym. Brązowy medalista mistrzostw Europy w 2006. Drugi w Pucharze Świata w 2009 roku.